# 山本旭
山本 旭（やまもと あきら、1913年6月13日 - 1944年11月24日）は大日本帝国海軍の軍人、最終階級は少尉、没後進級により中尉。
「射撃の名手」として名を馳せた日中戦争以来の戦闘機パイロットであり、日中戦争での3機を含む15機撃墜を記録しているエース・パイロットの一人。「雷電」や「紫電」のテスト・パイロットも務めたが、B-29による最初の東京空襲の迎撃戦で戦死した。

## 生涯
山本旭は1913年（大正2年）6月13日、静岡県庵原郡興津町に生まれる。清水市立清水商業学校卒業後に海軍を志願し、1933年（昭和8年）5月に横須賀海兵団に入団する。やがて航空を志し、翌1934年（昭和9年）2月には霞ヶ浦海軍航空隊に第24期操縦練習生として入隊、7月に卒業する。
館山海軍航空隊、大湊海軍航空隊を経て航空母艦「鳳翔」乗り組みとなる。1937年（昭和12年）7月に勃発した日中戦争に出陣し、8月19日に上海でノースロップ爆撃機1機を撃墜、9月21日、カーチス・ホークIIIを1機撃墜した。同月27日の広東空爆では花本清登大尉の2番機として出撃、カーチス・ホークIII 2機を発見し単独で2番機を撃墜。
12月に日本に帰還するが、その際に第一航空戦隊司令官草鹿任一少将より褒状を授与された。霞ヶ浦海軍航空隊勤務後、第十二航空隊に配属されて再び大陸戦線に出動し、1940年7月に帰還後は大分海軍航空隊の教員を経て、1941年（昭和16年）10月には空母「加賀」戦闘機隊に配属された。
1941年12月8日の真珠湾攻撃の際には第1次攻撃隊制空隊第3小隊長として志賀淑雄大尉らとともに出動するが、山本は目標到着直前に民間の練習機を発見。これを撃墜し太平洋戦争の撃墜第1号を飾った。さらにヒッカム飛行場の銃撃に移り山本は計6機を炎上させた。以降、「加賀」とともに転戦。1942年（昭和17年）6月5日のミッドウェー海戦では母艦直衛の任務にあたり、来襲した敵爆撃機、雷撃機群を迎撃し小隊共同で5機を撃墜したが、敵艦爆隊の奇襲により｢加賀｣が被爆。山本は「飛龍」に着艦して戦闘を継続させ、「飛龍」第二波攻撃隊（指揮官：友永丈市大尉）の直掩機として発進し、アメリカ空母「ヨークタウン」所属のF4F戦闘機を4機撃墜した。7月からは空母「瑞鳳」戦闘機隊に配属され、南太平洋海戦をはじめとするソロモン諸島の戦いで戦った。日本に帰還後、横須賀海軍航空隊勤務となるが、1944年（昭和19年）6月にあ号作戦が発動されると硫黄島に進出して戦闘の機会を待つが、アメリカ艦隊の艦砲射撃により左胸部を負傷して日本本土に後送される。療養生活ののち、「雷電」や「紫電」の量産機のテスト・パイロットを務め、小園安名大佐率いる第三〇二海軍航空隊への配属も内定していた。
1944年11月24日、東京はサイパン島から発進したB-29による初めての爆撃を受ける。山本はこれを迎撃するため出動し、八街町上空で迎撃したが操縦席後部に被弾し、パラシュート降下を試みたが開傘せず墜死した。山本の第三〇二海軍航空隊への配属は、この11月24日に本決まりになっていた。戦死後、山本は中尉に特進し、従七位に叙せられた。